# Procarididea
Procarididea (лат.) — инфраотряд морских десятиногих раков (Decapoda), включающий всего тринадцать видов. Шесть из них относятся к родам Procaris и Vetericaris, которые вместе составляют семейство Procarididae. Остальные семь видов известны только по ископаемым остаткам и относятся к семейству Udorellidae и роду Udora, который пока не может быть отнесен ни к одному семейству.

## Классификация
По данным World Register of Marine Species, на апрель 2024 года инфраотряд включает два семейства и род неопределенного положения:
- Procarididae Chace & Manning, 1972
  - † Udora Münster, 1839
- † Udorellidae Van Straelen, 1925